# Feriensiedlung Oberberger Alm
Die Feriensiedlung Oberberger Alm ist eine Wochenendhaussiedlung in der Gemeinde Neumarkt in der Steiermark in Österreich.
Die Feriensiedlung befindet sich östlich vom Perchauer Sattel und unterhalb des Truppenübungsplatz „Seetaler Alpe“ und besteht aus zahlreichen, lose angeordneten Chalets, die von Nadelbäumen umgeben sind. Im Regionalen Entwicklungsprogramm der Region Obersteiermark West ist die Feriensiedlung Oberberger Alm als Vorrangzone für Wohn-, Dorf- und Erholungszwecke ausgewiesen.